# Commandement des forces conjointes des forces armées ukrainiennes
Le Commandement des forces conjointes des forces armées de l'Ukraine, Командування об'єднаних сил Збройних Сил України, abrégé en KOS ZSU, unité militaire A0135) est un état-major des Forces armées de l'Ukraine, créé en 2020 et chargé de la planification et de la conduite d'opérations conjointes, sur le territoire de l'Ukraine, mais aussi en maintien de la paix à l'extérieur du pays.

## Structure
Le commandement des forces combinées relève directement du commandant en chef des forces armées, il correspond à la réforme de la structure des forces armées. 
Début février 2020, le commandement des forces conjointes des forces armées d'Ukraine — auparavant nommé quartier général opérationnel conjoint — est dirigé par le commandant par intérim, le lieutenant-général Sergueï Naev.

## Commandants
- Sergueï Naev, du 28 mars 2020 au 11 février 2024
- Iouriy Sodol du 11 février 2024 au 24 juin 2024
- Andriy Hnatov depuis le 24 juin 2024[3]